# Heinrich Grimm von Wartenfels
Heinrich Daniel Balthasar Grimm von Wartenfels (* 1754; † 1821 in Solothurn) war ein aristokratischer Solothurner Politiker zur Zeit des Ancien Régime und der Fremdherrschaft Napoleon Bonapartes.

## Biografie
Grimm entstammte einem Geschlecht der politisch bis 1798 im Kanton alleine und absolut herrschenden Patriziats-Oberschicht. Er war beruflich zunächst Leutnant im Dienste der absolutistischen französischen Monarchie. 1775 wurde er Abgeordneter im vom Patriziat weitgehend geschlossen besetzten Grossen Rat des souveränen Stadtstaates Solothurn. 1787 übernahm er das Bürgermeister-Amt der Stadt und 1789 bis 1797 war er Landvogt der Vogtei Lebern. Militärisch übte er gleichzeitig dazu die Ämter eines Kommandanten des Grenzkordons der Vogtei Dorneck und danach eines solothurnischen Stadtmajors aus.
Mit dem Einmarsch der französischen Revolutionstruppen ins Schweizer Gebiet im Jahr 1798 wurde Grimm vorübergehend als „Vertreter der Reaktion“ politisch kaltgestellt. 1802 wurde er Mitglied des unpolitischen Kantonsgerichtes. Mit der Mediations-Akte Napoleons von 1803 vermochten sich die Kräfte des alten Systems teils wieder zu installieren, Grimm wurde Mitglied der sog. Regierungskommission, die sich im März mit einem Aufruf ans Volk wandte (Auszug): „Nachdem unser Vaterland fünf Jahre lang gequälet wurde,… wird es sich in Zukunft seine Gesetze wieder selber geben. Die Religion unserer Väter wird keine fremden Anfälle mehr zu befürchten haben“.
1803 bis 1814 sass Grimm im Grossen Rat sowie im Kleinen Rat (der Regierung; es gab hier noch keine Gewaltentrennung) des neuen Mediations-Staates Solothurn, und in diesem Rahmen war er mehrere Male Schultheiss. 1811 vertrat er als Landammann der Schweiz in der Tessinfrage eine nachgiebige Position gegenüber Frankreich. Ab 1814/15, nach dem definitiven Sturz des Napoleonischen Systems auf internationaler wie auf schweizerischer Ebene sowie einer relativ weit gehenden Restauration der alten Zustände, übte er diese Funktionen bis zum Tode 1821 weiterhin aus.